# 2442 Corbett
Corbett (asteróide 2442) é um asteróide da cintura principal, a 2,1062481 UA. Possui uma excentricidade de 0,1178595 e um período orbital de 1 347,58 dias (3,69 anos).
Corbett tem uma velocidade orbital média de 19,27555359 km/s e uma inclinação de 5,08691º.
Esse asteróide foi descoberto em 3 de Outubro de 1980 por Zdeňka Vávrová.